# Murad von Sebasteia

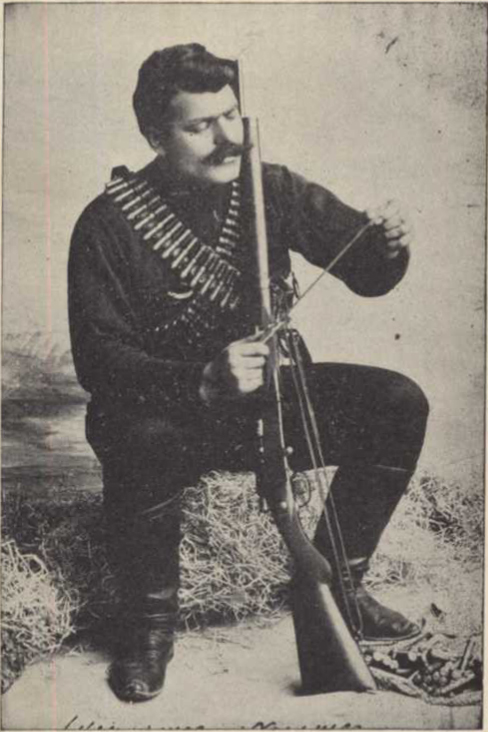
Murat von Sivas

Murad von Sebasteia (armenisch Սեբաստացի Մուրատ Sebastazi Murad, türkisch Sivaslı Murat; auch Murad Chrimjan oder Murad Akopjan; * 1874 im Dorf Govdun, Vilâyet Sivas, Osmanisches Reich; † 4. August 1918 in Baku, Aserbaidschan) war ein armenischer Fedayi zur Zeit des Völkermords an den Armeniern und Held der armenischen Nationalen Befreiungsbewegung im Osmanischen Reich.

## Leben
Er wurde nahe der Stadt Sivas (früher Sebasteia) in eine ländliche Familie hineingeboren (daher sein Name Sebastazi). Während seiner Kindheit war er Hirte. In seinen Jugendjahren zog er nach Istanbul, wo er als Lastenträger arbeitete. Dort trat er zunächst der Huntschak-Partei, danach der Armenischen Revolutionären Föderation bei.
1890 nahm er an der Kumkapı-Demonstration gegen die Behandlung der Armenier als Bürger zweiter Klasse teil. Später trat er auch Fedajin-Einheiten bei und beteiligte sich als Antwort auf die Massaker an den Armeniern von 1894 bis 1896 an Guerilla-Aktivitäten. Er hatte eine Führungsrolle im Sasun-Aufstand 1904 inne. Danach begann er auch in Van zu operieren. Während des Armenisch-tatarischen Kriegs 1905–1907 wurde er zum Anführer der Verteidigung von Sangesur ernannt: Indem er eine Gruppe von 50 Reitern um sich sammelte, verteidigte er die armenische Bevölkerung von Kapan vor Massakern. Nach der Jungtürkischen Revolution von 1908 arbeitete Murad in Van und Sivas. Im Besonderen nahm er an der Organisation eines Netzwerks von Schulen, wohltätigen Gesellschaften und Frauenverbänden teil und lehrte an armenischen Schulen Körperkultur und Theaterkunst.
Zu Beginn des osmanischen Völkermords an den Armeniern 1915 waren Murat und seine Kameraden in Sivas. Als die Deportationen angeordnet wurden, wurden Gendarmen ausgesandt, um Murat zu fassen. Osmanische Behörden versprachen den ansässigen Armeniern, dass sie von den Deportationen verschont blieben, falls sie Murat auslieferten. Viele Armenier, vor allem ältere, welche ihr Eigentum und Heim nicht aufgeben wollten, begannen, osmanische Autoritäten über seine Unterkunft zu informieren. Murad verteidigte sich mit seinen Landsmännern für eineinhalb Jahre. 1916 zog er nach Samsun und reiste mit einem Segelboot zum russischen Hafen von Batumi. Er leitete Freiwilligenverbände in der Schlacht von Erzincan. Am 4. August 1918 starb er bei Kämpfen in der Schlacht um Baku.